# Denis Kambayi Tshimbumbu
Denis Kambayi est une personnalité politique congolaise (RDC). 

## Biographie
Il est député national de la circonscription de Mont-Amba à Kinshasa. 
Le 25 septembre 2015, il rejoint le gouvernement Matata II en tant que ministre de la Jeunesse et des Sports.